# زمین‌کوسه‌سانان
درنده‌کوسه‌سانان (نام علمی: Carcharhiniformes) نام یک راسته از راسته (زیست‌شناسی) کوسه است.

## خانواده ها
- درنده‌کوسه‌ماهیان Carcharhinidae (Requiem sharks)
- کوسه‌های راسویی (Weasel sharks)
- Leptochariidae (Barbeled houndshark)
- گربه‌ماهی‌های پشت‌باله (Finback catsharks)
- گربه‌ماهیان کاذب (False catsharks)
- گربه‌کوسه (Catsharks)
- کوسه سرچکشی (Hammerhead sharks)
- کوسه‌های تازی (Houndsharks)